# Volt Europa

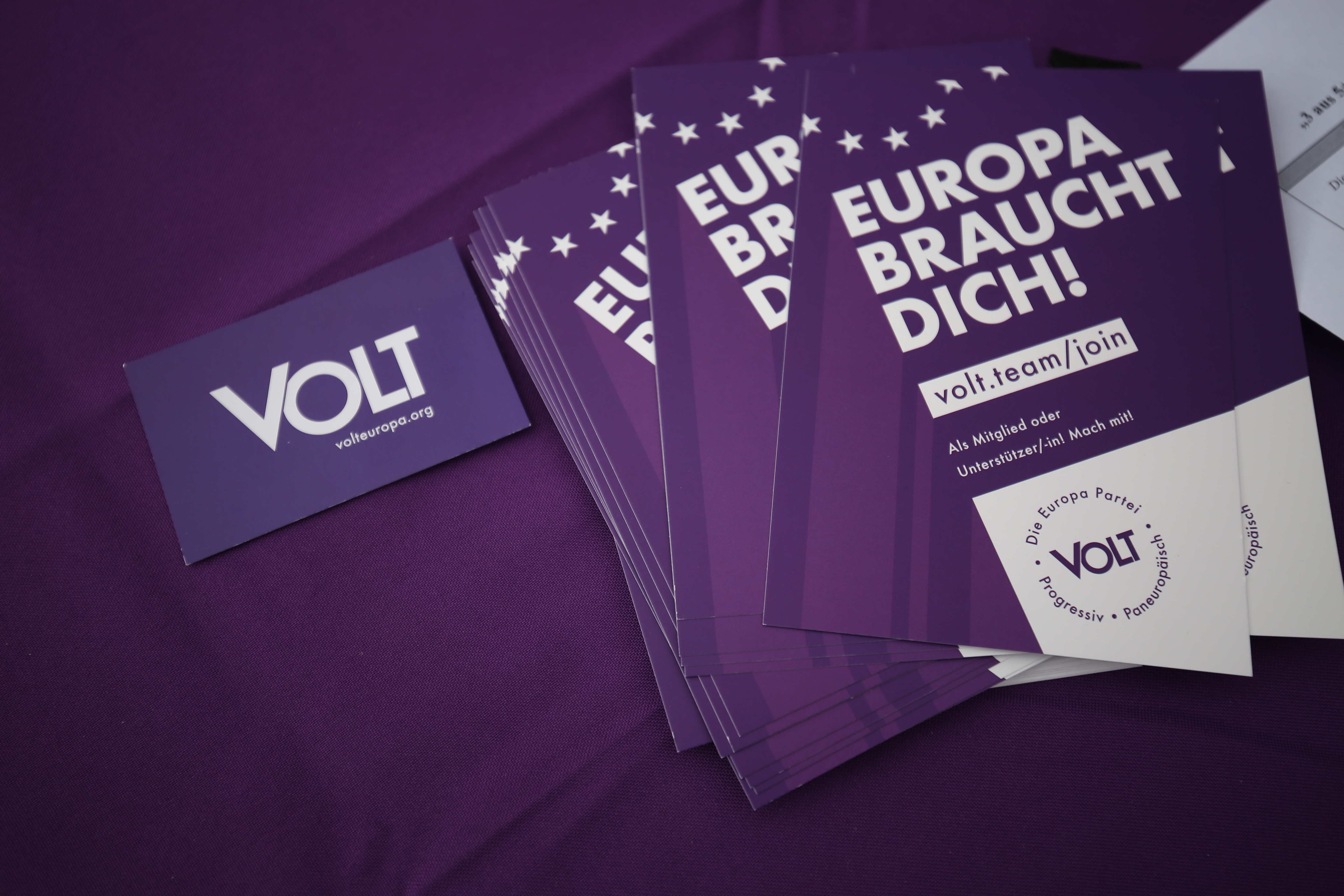
Flyer do Volt Deutschland (Alemanha)

O Volt Europa (frequentemente abreviado para Volt) é um movimento político federalista e pró-europeu que também serve como estrutura pan-europeia para as suas secções nacionais em vários estados-membros da União Europeia. Os candidatos do Volt participaram nas eleições para o Parlamento Europeu de maio de 2019 em oito Estados-membros, tendo por base um programa pan-europeu comum.
Foi fundado em 2017 por Andrea Venzon, apoiado por Colombe Cahen-Salvador e Damian Boeselager. A organização segue uma "abordagem pan-europeia" em muitas áreas políticas, como as alterações climáticas, a migração, as desigualdades económicas, os conflitos internacionais, o terrorismo e o impacto da revolução tecnológica no mercado de trabalho Nas eleições europeias de 2019, o partido conquistou um assento no Parlamento Europeu ao obter 0,7% dos votos na Alemanha, elegendo Damian Boeselager como o primeiro eurodeputado do Volt.

## História
O Volt Europa foi fundado a 29 de março de 2017 por Andrea Venzon, juntamente com Colombe Cahen-Salvador e Damian Boeselager, no mesmo dia em que o Reino Unido anunciou formalmente a sua intenção de abandonar a União Europeia ao abrigo do artigo 50. Segundo o trio, a fundação do Volt foi uma reação ao crescente populismo no mundo, bem como ao Brexit. Em março de 2018, a primeira secção nacional foi fundada em Hamburgo, na Alemanha. Desde então, o Volt criou equipas nacionais em todos os Estados-Membros da UE e está registado legalmente como partido em vários desses países. A secção com mais membros é o Volt Nederland, nos Países Baixos, o país de origem de Reinier van Lanschot e Laurens Dassen.
O Volt Europa foi constituído como uma associação sem fins lucrativos no Luxemburgo sob o nome de Volt Europa, abandonando o nome original de Vox Europe para evitar confundir-se com um partido espanhol de extrema-direita com o mesmo nome. Hoje, o movimento tem mais de 40.000 membros em mais de 30 países europeus. Cerca de 70% dos atuais membros nunca estiveram envolvidos em partidos políticos antes de aderirem ao Volt.
De 27 a 28 de outubro de 2018, o Volt Europa organizou a sua Assembleia Geral em Amesterdão, aprovando a Declaração de Amesterdão, que serviu de programa político comum para as eleições ao Parlamento Europeu.
De 22 a 24 de março de 2019, o Volt Europa organizou o seu primeiro Congresso Europeu em Roma, apresentando os seus candidatos às eleições para o Parlamento Europeu de 2019. A lista de oradores principais incluía Paolo Gentiloni (antigo primeiro-ministro italiano e presidente do Partido Democrático), Emma Bonino (senadora italiana e antiga Comissária Europeia para a Saúde e Segurança Alimentar), Enrico Giovannini (antigo ministro do governo italiano), Marcella Panucci (Diretora-Geral da Confederação Geral da Indústria Italiana), Sandro Gozi (presidente da União dos Federalistas Europeus) e Antonio Navarra (presidente do Centro Mediterrâneo para as Alterações Climáticas).
A 9 de junho de 2019, na sequência de uma votação pan-europeia entre os membros do partido, o Volt decidiu juntar-se ao grupo dos Verdes/Aliança Livre Europeia no Parlamento Europeu. De futuro, o Volt espera poder formar o seu próprio grupo político no Parlamento Europeu, o que exigirá um mínimo de 25 deputados de pelo menos sete estados-membros diferentes.

## Ideologia e políticas
Do ponto de vista económico, o Volt Europa apoia a digitalização, o investimento na economia verde e azul, a luta contra a pobreza e desigualdades (incluindo a implementação de um salário mínimo europeu), um sistema fiscal europeu mais unificado e a criação de mais parcerias público-privadas para relançar o crescimento económico e reduzir o desemprego. Apoia também investimentos sólidos em políticas sociais, nomeadamente nos domínios da educação e da saúde.
Do ponto de vista social, o Volt defende o combate ao sexismo e ao racismo, bem como a luta pelos direitos LGBTIQ+. Institucionalmente, apoia grandes reformas para a União Europeia: defende uma abordagem conjunta aos fenómenos migratórios, a criação de um exército europeu e a emissão de Eurobonds.
Nos meios de comunicação social, o Volt é descrito como tendo por objetivo a promoção da democracia a nível da UE. Sublinha a importância de uma voz europeia unida que seja ouvida no mundo. Além disso, apoia a ideia de uma Europa federal, com um Parlamento Europeu fortalecido, na qual os cidadãos sejam eles próprios o centro da democracia europeia.
O Volt distingue-se de outros movimentos pró-europeus, como o Pulse of Europe ou os Federalistas Europeus, uma vez que pretende participar em eleições europeias, nacionais e locais através das suas secções nacionais nos vários estados-membros da UE. O seu primeiro grande objetivo foram as eleições para o Parlamento Europeu em maio de 2019, onde conseguiram eleger o seu primeiro eurodeputado pela Alemanha.
O europeísmo federal do Volt Europa tem sido comparado ao movimento La Republique en Marche de Emmanuel Macron e também a outros partidos pró-europeus recentes, como o NEOS da Áustria.

## Secções nacionais
| País           | Secção local       | Nome nativo                                                    | Data de fundação    | Estado           |
| -------------- | ------------------ | -------------------------------------------------------------- | ------------------- | ---------------- |
| Albânia        | Volt Albânia       | Volt Shqiperi (sh)                                             |                     |                  |
| Alemanha       | Volt Alemanha      | Volt Deutschland (de)                                          | 3 de março de 2018  | partido político |
| Áustria        | Volt Áustria       | Volt Österreich (de)                                           |                     |                  |
| Bélgica        | Volt Bélgica       | Volt België (nl) Volt Belgique (fr) Volt Belgien (de)          |                     |                  |
| Bulgária       | Volt Bulgária      | Волт България (bg)                                             |                     |                  |
| Chéquia        | Volt Chéquia       | Volt Česko (cs)                                                |                     |                  |
| Chipre         | Volt Chipre        | Βολτ Κύπρος (el) Volt Kıbrıs (tr)                              |                     |                  |
| Croácia        | Volt Croácia       | Volt Hrvatska (hr)                                             |                     |                  |
| Dinamarca      | Volt Dinamarca     | Volt Danmark (da)                                              |                     |                  |
| Eslováquia     | Volt Eslováquia    | Volt Slovensko (sk)                                            |                     |                  |
| Eslovénia      | Volt Eslovénia     | Volt Slovenija (sl)                                            |                     |                  |
| Espanha        | Volt Espanha       | Volt Espanã (es)                                               |                     |                  |
| Estónia        | Volt Estónia       | Volt Eesti (et)                                                |                     |                  |
| Finlândia      | Volt Finlândia     | Volt Suomi (fi)                                                |                     |                  |
| França         | Volt França        | Volt France (fr)                                               |                     |                  |
| Grécia         | Volt Grécia        | Βολτ Ελλάδας (el)                                              |                     |                  |
| Hungria        | Volt Hungria       | Volt Magyarország (hu)                                         |                     |                  |
| Irlanda        | Volt Irlanda       | Volt Ireland (en)                                              |                     |                  |
| Itália         | Volt Itália        | Volt Italia (it)                                               |                     |                  |
| Letónia        | Volt Letónia       | Volt Latvia (lv)                                               |                     |                  |
| Lituânia       | Volt Lituânia      | Volt Lietuva (lt)                                              |                     |                  |
| Luxemburgo     | Volt Luxemburgo    | Volt Lëtzebuerg (lb) Volt Luxembourg (fr) Volt Luxembourg (de) |                     |                  |
| Malta          | Volt Malta         | Volt Malta (mt, en)                                            |                     |                  |
| Países Baixos  | Volt Países Baixos | Volt Nederland (nl)                                            | 23 de junho de 2018 | partido político |
| Polónia        | Volt Polónia       | Volt Polska (pl)                                               |                     |                  |
| Portugal       | Volt Portugal      | Volt Portugal (pt)                                             | 25 de junho de 2020 | partido político |
| Reino Unido    | Volt Reino Unido   | Volt UK (en)                                                   |                     |                  |
| Roménia        | Volt Roménia       | Volt România (ro)                                              |                     |                  |
| Suécia         | Volt Suécia        | Volt Sverige (sv)                                              |                     |                  |
| Suíça          | Volt Suíça         | Volt Schweiz (de)                                              |                     |                  |
| Ucrânia        | Volt Ucrânia       | Volt Україна (uk)                                              |                     |                  |
| União Europeia | Volt Europa        |                                                                | 29 de março de 2017 | Organização      |

## Resultados eleitorais

### Eleições europeias de 2019
| Estado-membro | Cabeça-de-lista                        | Resultado | Lugares | Notas                                                                                        |
| ------------- | -------------------------------------- | --------- | ------- | -------------------------------------------------------------------------------------------- |
| Alemanha      | Damian Boeselager, Marie-Isabelle Heiß | 0,67%     | 1       | –                                                                                            |
| Países Baixos | Reinier Van Lanschot                   | 1,9%      | 0       | –                                                                                            |
| Bélgica       | Christophe Calis, Marcela Válková      | 0,48      | 0       | Só participou no círculo eleitoral de Flandres.                                              |
| Bulgária      | Nastimir Ananiev                       | 0,18%     | 0       | –                                                                                            |
| Luxemburgo    | Rolf Tarrach Siegel                    | 2,1%      | 0       | –                                                                                            |
| Suécia        | Michael Holz                           | 0,003%    | -       | –                                                                                            |
| Espanha       | Bruno Sánchez-Andrade Nuño             | 0,14%     | 0       | –                                                                                            |
| Reino Unido   | Andrea Venzon                          | 0,00%     | 0       | Andrea Venzon participou como candidato independente apenas no círculo eleitoral de Londres. |

O Volt tinha a intenção de participar nas eleições para o Parlamento Europeu noutros estados-membros, mas não conseguiu cumprir os requisitos locais a tempo. O Volt pretendia concorrer em:
- França (não conseguiu angariar 800.000 euros de financiamento para cumprir a obrigação legal de imprimir os seus próprios boletins de voto);[47])

- Itália (não conseguiu recolher 150.000 assinaturas);[48]

- Áustria (não conseguiu recolher 2.600 assinaturas);[49]

- Portugal (não conseguiu recolher 7.500 assinaturas);[50]

### Eleições europeias de 2024
| Estado-membro  | Secção local       | Cabeça-de-lista                                               | Resultado | Lugares | Notas                        |
| -------------- | ------------------ | ------------------------------------------------------------- | --------- | ------- | ---------------------------- |
| Alemanha       | Volt Alemanha      | Damian Boeselager, Nela Riehl, Kai Tegethoff e Rebekka Müller |           | 3 / 96  |                              |
| Bélgica        | Volt Bélgica       |                                                               |           |         |                              |
| Bulgária       | Volt Bulgária      | Nastimir Ananiev                                              |           |         | Coligado                     |
| Chéquia        | Volt Chéquia       |                                                               |           |         | Coligado                     |
| Chipre         | Volt Chipre        |                                                               |           |         |                              |
| Espanha        | Volt Espanha       | Clara Panella Gómez                                           |           |         |                              |
| Eslováquia     | Volt Eslováquia    |                                                               |           |         |                              |
| França         | Volt França        |                                                               |           |         | Coligado                     |
| Grécia         | Volt Grécia        |                                                               |           |         | Coligado                     |
| Itália         | Volt Itália        |                                                               |           |         | Coligado com o PD            |
| Luxemburgo     | Volt Luxemburgo    |                                                               |           |         |                              |
| Malta          | Volt Malta         |                                                               |           |         |                              |
| Países Baixos  | Volt Países Baixos | Reinier Van Lanschot, Anna Strolenberg                        |           | 2 / 31  |                              |
| Portugal       | Volt Portugal      | Duarte Costa e Rhia Lopes                                     |           |         |                              |
| Suécia         | Volt Suécia        |                                                               |           |         |                              |
| União Europeia | Volt Europa        | Damian Boeselager, Sophie in 't Veld                          |           |         | Lista pan-europeia simbólica |

## Financiamento
O partido usa crowdfunding e doações diretas para se financiar. O partido afirma que publicará todas as doações que excedam 3.000 Euros por doação ou doador por ano no prazo de 15 dias a partir do seu registo no site do partido. Como os dois maiores doadores, o site do partido indica a Initiative for Europe, com um total de 19.191 Euros, e o empresário Christian Oldendorff, fundador e CEO da ParkU, com uma doação de 25.000 Euros (à data de 27 de maio de 2019).